# Guggenstein
Der Guggenstein (auch Gugginger) ist ein 1979 m ü. A. hoher Berg in der Goldberggruppe der Zentralalpen im österreichischen Bundesland Salzburg.

## Lage und Umgebung
Der Guggenstein erhebt sich in der Katastralgemeinde Wieden der Marktgemeinde Bad Hofgastein. Richtung Westen verläuft ein Grat zum 2403 m ü. A. hohen Hundskopf. Am Guggenstein gelegen und zur Ortschaft Wieden gehörig sind der Einzelhof Hochsteingut im Osten sowie die Almen Fundner-Heimalm im Südosten und Wiedner Alm im Nordosten. Über die östlichen Hänge führen die Weitwanderwege Rupertiweg und Salzburger Almenweg. Der Gipfelbereich des Guggensteins ist über die Schmaranzhütte erreichbar.

## Geologie
In geologischer Hinsicht befindet sich der Guggenstein in einem von Serpentinit, Metagabbro und Ophikarbonat des Tauernfensters (Penninikum) geprägten Gebiet. Eine große Serpentinlinse ist an der Ostwand des Bergs vorhanden.

## Fauna und Flora
Die Gamswild-Ruhezone Gamskogel im Gipfelbereich des Guggensteins darf von 1. Dezember bis 31. Mai nicht betreten werden. In der Rotwild-Ruhezone Wieden Leidalm an den südlichen Hängen ist von 1. November bis 31. Mai der Zutritt verboten. Nördlich des Gipfels findet sich ein Bestand der Rostblättrigen Alpenrose (Rhododendron ferrugineum). Darunter erstreckt sich Grünerlen-Buschwald, der mit einigem Abstand zum Gipfel auch an den südlichen Hängen wächst.

## Geschichte
Am 11. Mai 2016 kam es auf dem Guggenstein zu einem Flurbrand. Die Freiwillige Feuerwehr Bad Gastein musste ausrücken.